# La Périgord Ladies
La Périgord Ladies es una carrera ciclista femenina profesional de un día que se disputa anualmente en la región de Périgord (Dordoña) en Francia.
La carrera fue creada en el año 2019 haciendo parte del Calendario UCI Femenino como competencia categoría 1.2 y su primera edición fue ganada por la francesa Coralie Demay.

## Palmarés
| Año  | Ganador           | Segundo               | Tercero               |
| ---- | ----------------- | --------------------- | --------------------- |
| 2019 | Coralie Demay     | Kathrin Hammes        | Évita Muzic           |
| 2020 | Sheyla Gutiérrez  | Sandra Levenez        | Tanja Erath           |
| 2021 | Marta Bastianelli | Erica Magnaldi        | Nadia Quagliotto      |
| 2022 | Grace Brown       | Simone Boilard        | Rachel Neylan         |
| 2023 | Amber Kraak       | Jade Wiel             | Clara Emond           |
| 2024 | Josie Talbot      | Margot Vanpachtenbeke | Nina Buysman          |
| 2025 | Paula Blasi       | Karlijn Swinkels      | Margot Vanpachtenbeke |

## Palmarés por países
| País         | Victorias |
| ------------ | --------- |
| Australia    | 2         |
| España       | 2         |
| Francia      | 1         |
| Italia       | 1         |
| Países Bajos | 1         |